# Весна (салат)
«Весна» — овочевий салат у радянській кухні, що комбінує тонко нарізані сирі овочі (листовий салат, огірки, червону редьку, зелену цибулю) з відвареними коренеплодами (картопля, морква) у сметанній заправці.

## Особливості
Нарізана редиска є обов'язковим інгредієнтом, на відміну від огірків. У деяких рецептах серед інгредієнтів є також консервований зелений горошок або варена стручкова квасоля і відварна спаржа. Салат приправляли сіллю, цукром та перцем, прикрашали кружальцями або четвертинками варених яєць і посипали дрібно нашаткованим кропом. У ресторанній подачі салат сервірували змішаним і заправленим або оформляли букетною викладкою зі сметаною в соуснику окремо.